# 儿童软件
儿童软件，是适合儿童使用的电脑软件，其属于电脑软件的一个分类，但它主要是针对儿童开发的并通过电脑实现。
从广义指，儿童软件所说的“儿童”，包括婴幼儿、儿童、少年以及16岁以下青少年，这与儿童年龄的分类有关。儿童软件所说的“软件”，既可以是专门针对儿童开发的软件，也可以是一些没有针对特定人群开发的软件也适合儿童使用，也可以作为儿童软件的范畴。从狭义来说，儿童软件则是针对7-12岁儿童使用的，针对儿童开发的软件。